# Atletismo nos Jogos Olímpicos de Verão de 2012 - 400 m com barreiras masculino
A competição dos 400 metros com barreiras masculino nos Jogos Olímpicos de Verão de 2012 aconteceu entre os dias 3 e 6 de agosto no Estádio Olímpico de Londres.
Campeão desta prova nos Jogos Olímpicos de 2004, em Atenas, o dominicano Félix Sánchez conquistou a medalha de ouro com o tempo de 47s63 na final.

## Calendário
Horário local (UTC+1).
| Data        | Horário | Fase            |
| ----------- | ------- | --------------- |
| 3 de agosto | 11:15   | Primeira rodada |
| 4 de agosto | 19:00   | Semifinais      |
| 6 de agosto | 20:45   | Final           |

## Medalhistas
| Ouro   | DOM Félix Sánchez   |
| Prata  | USA Michael Tinsley |
| Bronze | PUR Javier Culson   |

## Recordes
Antes desta competição, os recordes mundiais e olímpicos da prova eram os seguintes:
| Tipo | Atleta      | Tempo   | Local     | Data                |
| ---- | ----------- | ------- | --------- | ------------------- |
|      | Kevin Young | 46,78 s | Barcelona | 6 de agosto de 1992 |
|      | Kevin Young | 46,78 s | Barcelona | 6 de agosto de 1992 |

## Primeira fase

### Bateria 1
| Pos. | Nome               | CON              | Tempo | Notas |
| ---- | ------------------ | ---------------- | ----- | ----- |
| 1    | Amaurys Valle      | CUB Cuba         | 49.19 | Q,    |
| 2    | Brendan Cole       | AUS Austrália    | 49.24 | Q,    |
| 3    | Amaechi Morton     | NGR Nigéria      | 49.34 | Q     |
| 4    | Kenneth Medwood    | BIZ Belize       | 49.78 | q     |
| 5    | Roxroy Cato        | JAM Jamaica      | 50.22 |       |
| 6    | Chen Chieh         | TPE Taipé Chinês | 50.27 |       |
| 7    | Li Zhilong         | CHN China        | 50.36 |       |
| —    | Takayuki Kishimoto | JPN Japão        | —     | DSQ   |

### Bateria 2
| Pos. | Nome             | CON                      | Tempo | Notas                |
| ---- | ---------------- | ------------------------ | ----- | -------------------- |
| 1    | Michael Tinsley  | USA Estados Unidos       | 49.13 | Q                    |
| 2    | Leford Green     | JAM Jamaica              | 49.30 | Q                    |
| 3    | Kurt Couto       | MOZ Moçambique           | 49.31 | Q                    |
| 4    | Eric Alejandro   | PUR Porto Rico           | 49.39 | q                    |
| 5    | Rasmus Magi      | EST Estônia              | 50.05 |                      |
| 6    | Winder Cuevas    | DOM República Dominicana | 50.15 | Recorde da temporada |
| —    | Akihiko Nakamura | JPN Japão                | —     | DSQ                  |
| —    | Kariem Hussein   | SUI Suíça                | —     | DNS                  |

### Bateria 3
| Pos. | Nome                           | CON               | Tempo | Notas |
| ---- | ------------------------------ | ----------------- | ----- | ----- |
| 1    | Dai Greene                     | GBR Grã-Bretanha  | 48.98 | Q     |
| 2    | Emir Bekrić                    | SRB Sérvia        | 49.21 | Q,    |
| 3    | José Reynaldo Bencosme de Leon | ITA Itália        | 49.35 | Q     |
| 4    | Brent Larue                    | SLO Eslovênia     | 49.38 | q,    |
| 5    | Jamele Mason                   | PUR Porto Rico    | 49.89 |       |
| 6    | Cheng Wen                      | CHN China         | 50.38 |       |
| 7    | Vincent Kiplangat Koskei       | KEN Quênia        | 50.80 |       |
| 8    | Cornel Fredericks              | RSA África do Sul | 52.29 |       |
| —    | Lankantien Lamboni             | TOG Togo          | —     | DSQ   |

### Bateria 4
| Pos. | Nome               | CON                | Tempo | Notas |
| ---- | ------------------ | ------------------ | ----- | ----- |
| 1    | Javier Culson      | PUR Porto Rico     | 48.33 | Q     |
| 2    | Kerron Clement     | USA Estados Unidos | 48.48 | Q,    |
| 3    | Omar Cisneros      | CUB Cuba           | 48.63 | Q,    |
| 4    | Tristan Thomas     | AUS Austrália      | 49.13 | q,    |
| 5    | Rhys Williams      | GBR Grã-Bretanha   | 49.17 | q,    |
| 6    | Michael Bultheel   | BEL Bélgica        | 49.18 | q,    |
| 7    | Viacheslav Sakaev  | RUS Rússia         | 50.36 |       |
| 8    | Jorge Paula        | POR Portugal       | 51.40 |       |
| 9    | Maoulida Daroueche | COM Comores        | 53.49 |       |

### Bateria 5
| Pos. | Nome                 | CON                   | Tempo | Notas |
| ---- | -------------------- | --------------------- | ----- | ----- |
| 1    | Angelo Taylor        | USA Estados Unidos    | 49.29 | Q     |
| 2    | Jehue Gordon         | TRI Trinidad e Tobago | 49.37 | Q     |
| 3    | Stanislav Melnykov   | UKR Ucrânia           | 50.13 | Q     |
| 4    | Silvio Schirrmeister | GER Alemanha          | 50.21 |       |
| 5    | Periklis Iakovakis   | GRE Grécia            | 50.27 |       |
| 6    | Louis Jacob van Zyl  | RSA África do Sul     | 50.31 |       |
| 7    | Josef Prorok         | CZE República Checa   | 50.33 |       |
| 8    | Viktor Leptikov      | KAZ Cazaquistão       | 51.67 |       |

### Bateria 6
| Pos. | Nome                | CON                      | Tempo | Notas |
| ---- | ------------------- | ------------------------ | ----- | ----- |
| 1    | Félix Sánchez       | DOM República Dominicana | 49.24 | Q     |
| 2    | Jack Green          | GBR Grã-Bretanha         | 49.49 | Q     |
| 3    | Mamadou Kasse Hanne | SEN Senegal              | 49.63 | Q     |
| 4    | Tetsuya Tateno      | JPN Japão                | 49.95 |       |
| 5    | Josef Robertson     | JAM Jamaica              | 49.98 |       |
| 6    | Boniface Mucheru    | KEN Quênia               | 50.33 |       |
| 7    | Artem Dyatlov       | UZB Uzbequistão          | 51.55 |       |
| 8    | Andrés Silva        | URU Uruguai              | 53.38 |       |

## Semifinais

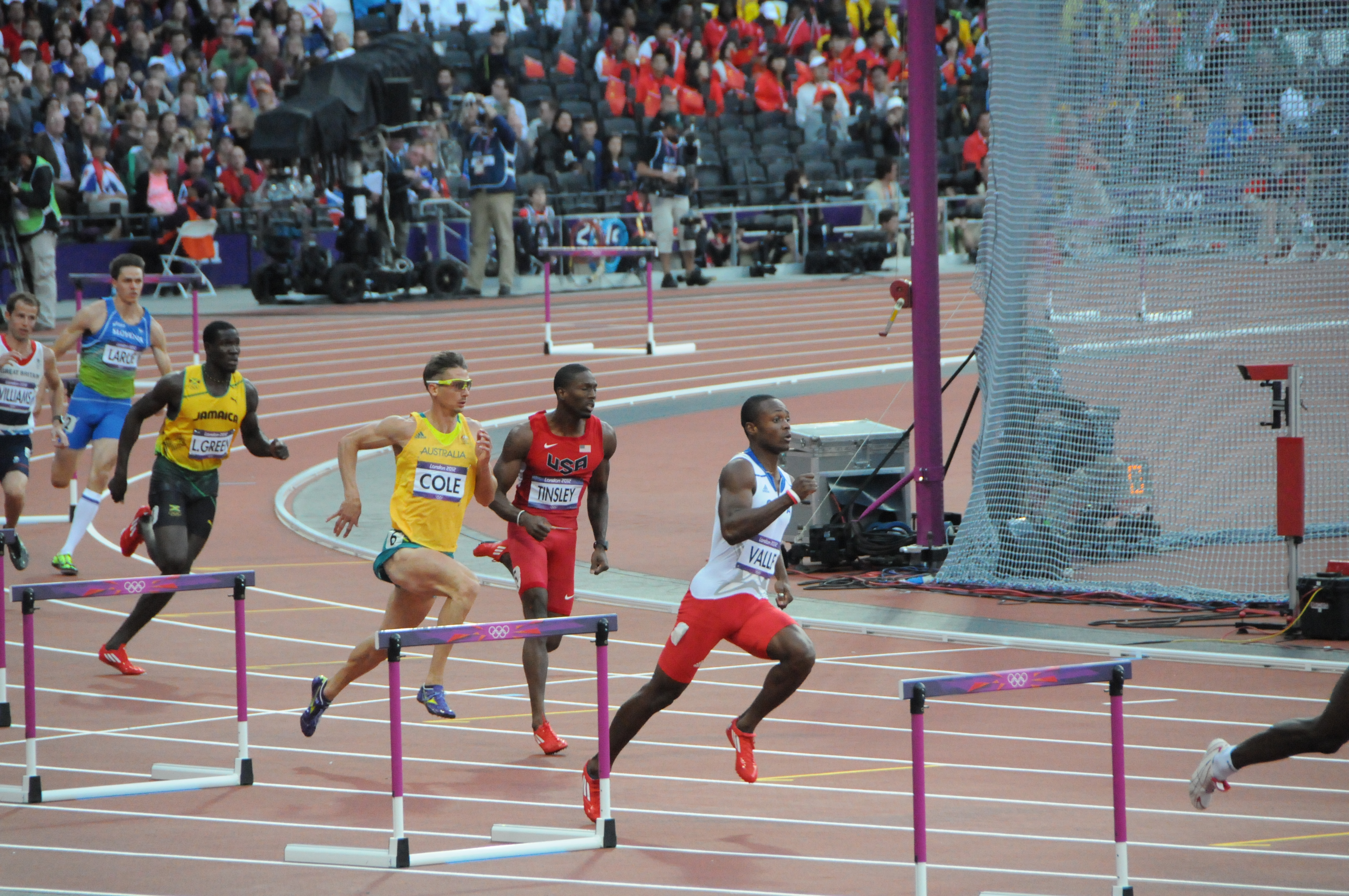
Terceira bateria semifinal dos 400 metros com barreiras.

### Bateria 1
| Pos. | Nome                | CON                      | Tempo | Notas           |
| ---- | ------------------- | ------------------------ | ----- | --------------- |
| 1    | Félix Sánchez       | DOM República Dominicana | 47.76 | Q,              |
| 2    | Jehue Gordon        | TRI Trinidad e Tobago    | 47.96 | Q,              |
| 3    | Kerron Clement      | USA Estados Unidos       | 48.12 | q,              |
| 4    | Dai Greene          | GBR Grã-Bretanha         | 48.19 | q               |
| 5    | Mamadou Kasse Hanne | SEN Senegal              | 48.80 | Recorde pessoal |
| 6    | Michael Bultheel    | BEL Bélgica              | 49.10 | Recorde pessoal |
| 7    | Eric Alejandro      | PUR Porto Rico           | 49.15 |                 |
| 8    | Kurt Couto          | MOZ Moçambique           | 51.55 |                 |

### Bateria 2
| Pos. | Nome               | CON                | Tempo | Notas                |
| ---- | ------------------ | ------------------ | ----- | -------------------- |
| 1    | Javier Culson      | PUR Porto Rico     | 47.93 | Q                    |
| 2    | Angelo Taylor      | USA Estados Unidos | 47.95 | Q,                   |
| 3    | Omar Cisneros      | CUB Cuba           | 48.23 | Recorde da temporada |
| 4    | Emir Bekrić        | SRB Sérvia         | 49.62 |                      |
| 5    | Kenneth Medwood    | BIZ Belize         | 49.87 |                      |
| 6    | Stanislav Melnykov | UKR Ucrânia        | 50.19 |                      |
| 7    | Tristan Thomas     | AUS Austrália      | 50.55 |                      |
| —    | Jack Green         | GBR Grã-Bretanha   | —     | DNF                  |

### Bateria 3
| Pos. | Nome                           | CON                | Tempo | Notas |
| ---- | ------------------------------ | ------------------ | ----- | ----- |
| 1    | Michael Tinsley                | USA Estados Unidos | 48.18 | Q,    |
| 2    | Leford Green                   | JAM Jamaica        | 48.61 | Q,    |
| 3    | Brent Larue                    | SLO Eslovênia      | 49.45 |       |
| 4    | Rhys Williams                  | GBR Grã-Bretanha   | 49.63 |       |
| 5    | Brendan Cole                   | AUS Austrália      | 49.65 |       |
| 6    | José Reynaldo Bencosme de Leon | ITA Itália         | 50.07 |       |
| 7    | Amaurys Valle                  | CUB Cuba           | 50.48 |       |
| —    | Amaechi Morton                 | NGR Nigéria        | —     | DSQ   |

## Final
| Pos.              | Raia | Nome            | CON                      | Reação | Tempo | Notas                |
| ----------------- | ---- | --------------- | ------------------------ | ------ | ----- | -------------------- |
| Medalha de ouro   | 7    | Félix Sánchez   | DOM República Dominicana | 0.158  | 47.63 | Recorde da temporada |
| Medalha de prata  | 6    | Michael Tinsley | USA Estados Unidos       | 0.184  | 47.91 | Recorde pessoal      |
| Medalha de bronze | 5    | Javier Culson   | PUR Porto Rico           | 0.196  | 48.10 |                      |
| 4                 | 3    | Dai Greene      | GBR Grã-Bretanha         | 0.150  | 48.24 |                      |
| 5                 | 4    | Angelo Taylor   | USA Estados Unidos       | 0.158  | 48.25 |                      |
| 6                 | 8    | Jehue Gordon    | TRI Trinidad e Tobago    | 0.165  | 48.86 |                      |
| 7                 | 9    | Leford Green    | JAM Jamaica              | 0.194  | 49.12 |                      |
| 8                 | 2    | Kerron Clement  | USA Estados Unidos       | 0.148  | 49.15 |                      |

Legenda
| Recorde mundial      | Recorde mundial (World record)               |                       | Recorde africano                      | Recorde africano (African) |                                           | Q | Classificado por posição (Qualified) |
| Recorde olímpico     | Recorde olímpico (Olympic record)            | Recorde da América    | Recorde da América (Americas)         | q                          | Classificado por melhor tempo (Qualified) |   |                                      |
| Melhor marca do ano  | Melhor marca do ano (World leading)          | Recorde asiático      | Recorde asiático (Asian)              | DNS                        | Não largou (Did not start)                |   |                                      |
| Recorde nacional     | Recorde nacional (National record)           | Recorde europeu       | Recorde europeu (European)            | DNF                        | Não terminou (Did not finish)             |   |                                      |
| Recorde pessoal      | Recorde pessoal do atleta (Personal best)    | Recorde da Oceania    | Recorde da Oceania (Oceania)          | DSQ / DQ                   | Desclassificado (Disqualified)            |   |                                      |
| Recorde da temporada | Recorde da temporada do atleta (Season best) | Recorde sul-americano | Recorde sul-americano (South America) | NM                         | Sem marca (No mark)                       |   |                                      |